# Alberto Salas Muñoz
Alberto Salas Muñoz (Copiapó, 20 de febrero de 1954) es un ingeniero, académico, empresario, dirigente gremial y consultor chileno, presidente de la Sociedad Nacional de Minería (Sonami) desde fines del año 2009 y de la Confederación de la Producción y del Comercio (CPC) desde marzo de 2015.
Nacido del matrimonio conformado por el ingeniero civil de minas y académico Alberto Salas Paredes y la profesora normalista María Teresa Muñoz, realizó sus primeros estudios en la escuela pública de Paipote y en el Liceo José Antonio Carvajal de Copiapó, en el norte del país. Su educación secundaria la finalizó en el Liceo José Victorino Lastarria de la capital.
Se formó como profesional en la Universidad de Chile de la capital, entidad de la que se graduó como ingeniero civil de minas. Entre sus profesores figuraron Jaime Chacón y Juan Enrique Morales, exvicepresidente de Desarrollo de la estatal Codelco. Posteriormente complementaría estos estudios con un diploma en finanzas corporativas dictado por la Universidad Adolfo Ibáñez.
A fines de la década de los '90 se vinculó estrechamente a la entidad gremial, donde sería gerente general, director y vicepresidente.
En noviembre de 2009 debió asumir el cargo de presidente sin elección de por medio tras quedar el puesto vacante a raíz de la sorpresiva dimisión de Alfredo Ovalle. Nueve meses después la mesa directiva lo ratificó en su puesto hasta 2013, tras el triunfo de su lista frente a la de Manuel Feliú en el marco del proceso electoral programado por el gremio. Este último año fue reelecto, imponiéndose de nuevo a Feliú.
Entre los cargos que ha ocupado destaca el de vicepresidente del Instituto de Ingenieros de Minas de Chile; director de la Empresa Nacional de Minería (Enami) (en representación de la Sonami) y de las compañías mineras Quebrada Blanca, Carmen de Andacollo y Valle Central, y presidente de la Fundación de Ingenieros de Minas de la Universidad de Chile.
En enero de 2011 asumió como presidente del Organismo Latinoamericano de Minería (Olami).
A comienzos de 2015 alcanzó el apoyo de la totalidad de los gremios que conforman la CPC. Su ascenso a la presidencia se concretó en marzo de ese mismo año.
También fue titular, hasta 2014, de la Sociedad Interamericana de Minería (SIM), institución formada por asociaciones y cámaras mineras regionales.
Actualmente, es presidente del instituto INACAP.